# 21 ianuarie
ianuarie • februarie • martie  • aprilie  • mai  • iunie  • iulie  • august  • septembrie  • octombrie  • noiembrie  • decembrie
21 ianuarie este a 21-a zi a calendarului gregorian. Mai sunt 344 de zile până la sfârșitul anului (345 de zile în anii bisecți).

## Evenimente

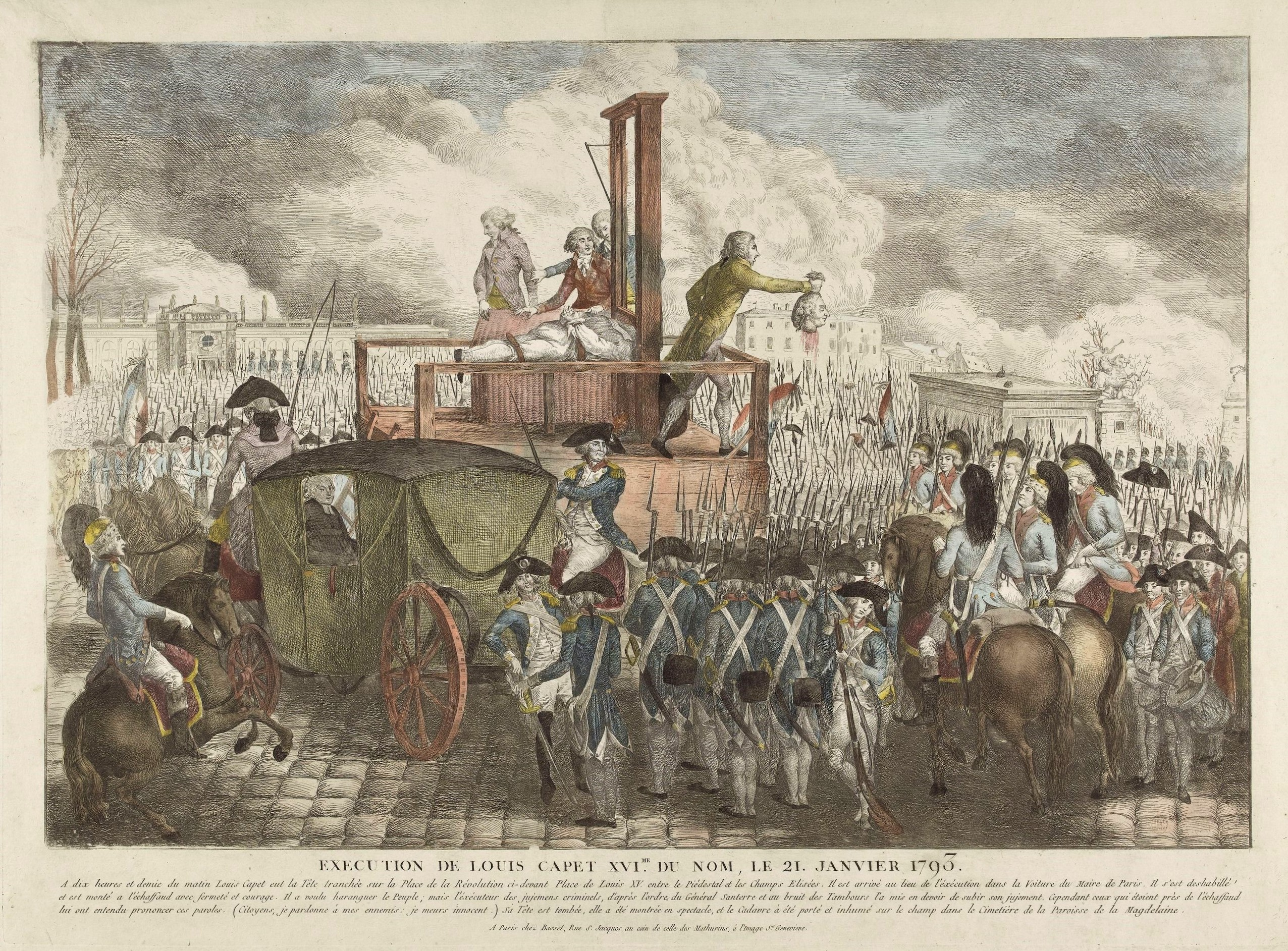
1793: După ce a fost găsit vinovat de trădare de către Convenția Națională Franceză, regele Ludovic al XVI-lea al Franței este executat prin ghilotinare.

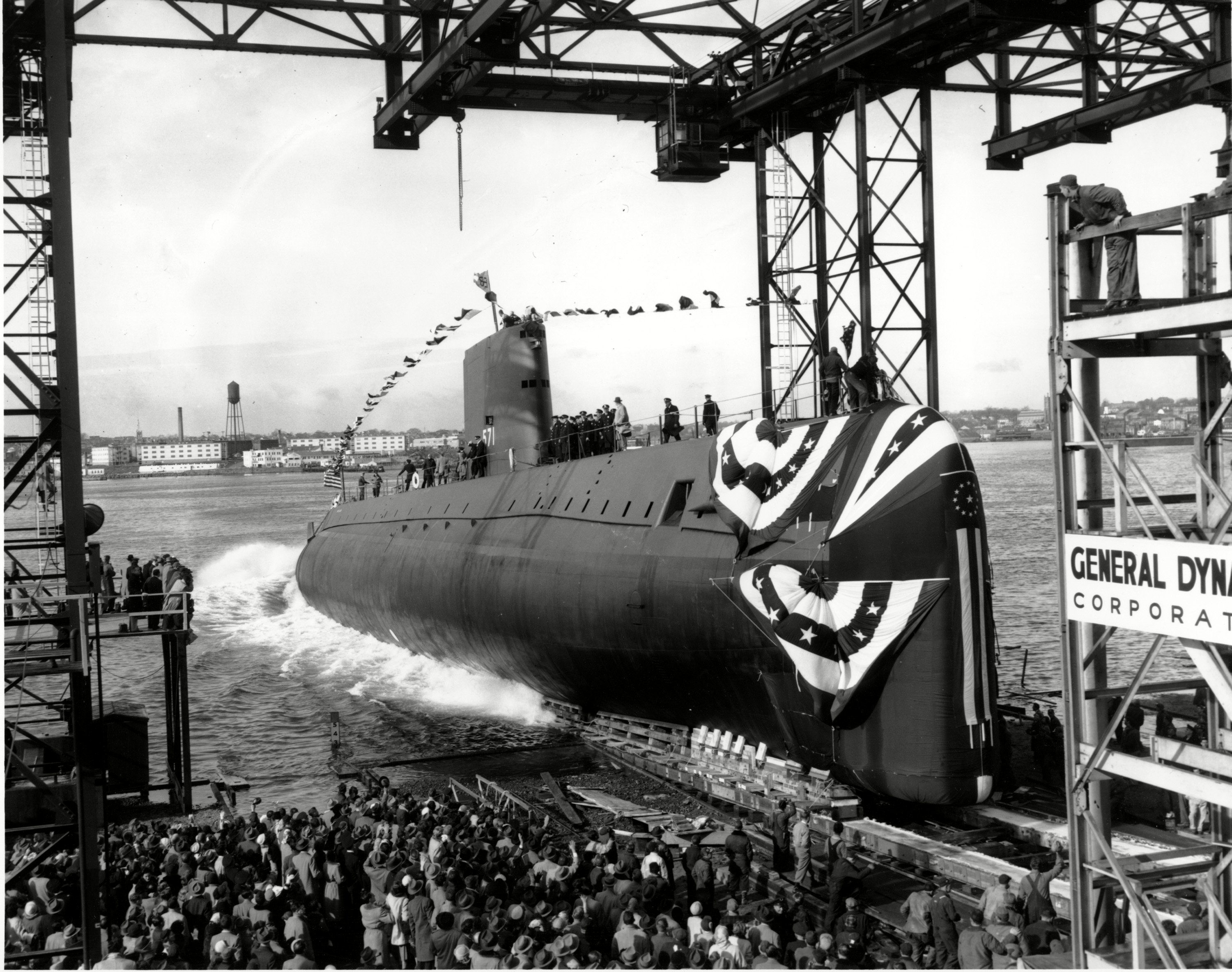
1954: Primul submarin bazat pe energie nucleară, "USS Nautilus", este lansat la apă de Statele Unite la Groton, Conneticut.

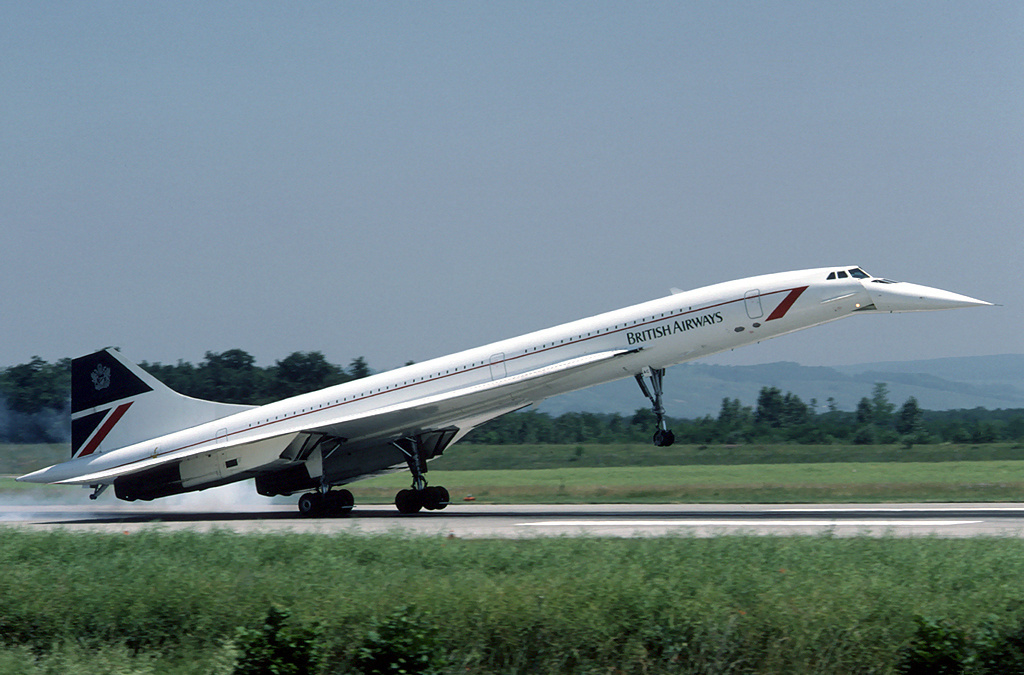
1976: Supersonicul Concorde, care a fost dezvoltat datorită unei colaborări între francezi și englezi, a fost folosit pentru prima oară.

- 1077: Henric al IV-lea, împărat al Sfântului Imperiu Roman, se prezintă ca penitent la Canossa (localitate din Italia de nord), pentru a obține iertarea papei; după o așteptare de 3 zile, este primit de către papă care îi ridică excomunicarea.
- 1276: Inocențiu al V-lea devine papă.
- 1596: Charles de Montmorency, duce de Damville, este numit amiral al Franței, de către regele francez, Henric al IV-lea.
- 1643: Navigatorul olandez, Abel Tasman, descoperă Tonga din Oceanul Pacific.
- 1648: La Alba Iulia apare prima traducere integrală în limba română a Noului Testament, cunoscut sub numele de „Noul Testament de la Bălgrad”. Ediția este coordonată de mitropolitul Simion Ștefan.
- 1720: Suedia și Prusia semnează Tratatul de la Stockholm. Suedia cedează o parte din Pomerania suedeză Prusiei, inclusiv insulele Usedom și Wollin și orașele Stettin, Damm și Gollnow.[1]
- 1749: Teatrul Filarmonico din Verona este distrus de incendiu, ca urmare a lăsarii unei torțe în cutia unui nobil după un spectacol. Este reconstruită în 1754.[2]
- 1774: Abdul Hamid I devine sultan al Imperiului Otoman și calif al Islamului.
- 1793: După ce a fost găsit vinovat de trădare de către Convenția Națională Franceză, regele Ludovic al XVI-lea al Franței este executat prin ghilotinare.
- 1793: Rusia și Prusia împart Polonia.
- 1870: Decret privind înființarea Societății generale de asigurare reciprocă "Transilvania", cu sediul la Sibiu.
- 1899: Se produce primul automobil Opel.
- 1911: Prima ediție a Raliului Monte Carlo.
- 1920: S-au încheiat lucrările Conferinței de Pace de la Paris.
- 1921: Este creat Partidul Comunist Italian.
- 1941: Are loc Rebeliunea legionară. După reprimarea ei, generalul Ion Antonescu impune o dictatură militară. Ia sfârșit Statul Național-Legionar, declarat pe 14 septembrie 1940.
- 1954: Primul submarin bazat pe energie nucleară, "USS Nautilus", este lansat la apă de Statele Unite la Groton, Conneticut.
- 1964: Eugène Ionesco (născut Eugen Ionescu), dramaturg francez de origine română, este ales membru al Academiei Franceze.
- 1972: La București s-a deschis reprezentanța Programului Națiunilor Unite pentru Dezvoltare (PNUD).
- 1976: Supersonicul Concorde, care a fost dezvoltat datorită unei colaborări între francezi și englezi, a fost folosit pentru prima oară.
- 1991: S-a deschis, la București, Oficiul Fondului pentru Copii al Organizației Națiunilor Unite (UNICEF).
- 1998: Papa Ioan Paul al II-lea vizitează Cuba.
- 1999: A cincea mineriadă: La București are loc o conferință de presă comună a GDS, Alianța Civică, Asociația foștilor deținuți politici din România, Liga Apărării Drepturilor Omului, Asociația victimelor mineriadelor 1990–1991, la care se face publică hotărârea de a organiza un marș de protest față de manifestările minerilor, vineri, 22 ianuarie 1999. La Timișoara, peste o mie de reprezentanți ai societății civile organizează un miting de protest. La ora 15:00, minerii forțează barajul de la Costești, pe care după o oră îl sparg.
- 2001: Jutta Kleinschmidt devine prima femeie care câștigă Raliul Paris-Dakar la categoria motociclete.

## Nașteri
- 1338: Carol al V-lea al Franței (d. 1380)
- 1725: Louis-Jean-François Lagrenée, pictor francez (d. 1805)
- 1732: Frederic al II-lea Eugene, Duce de Württemberg (d. 1797)
- 1796: Prințesa Marie de Hesse-Cassel, Mare Ducesă de Mecklenburg-Strelitz (d. 1880)
- 1805: Aaron Florian, istoric român, participant la Revoluția Română din 1848 în Țara Românească (d. 1887)
- 1821: Vincențiu Babeș, publicist și politician român, membru fondator al Societății Academice Române (d. 1907)
- 1824: Stonewall Jackson (n. Thomas Jonathan Jackson), general confederat în timpul Războiului Civil American (d. 1863)

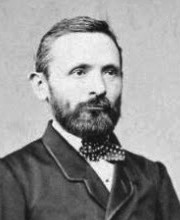
Vincențiu Babeș, politician român, membru fondator al Societății Academice Române
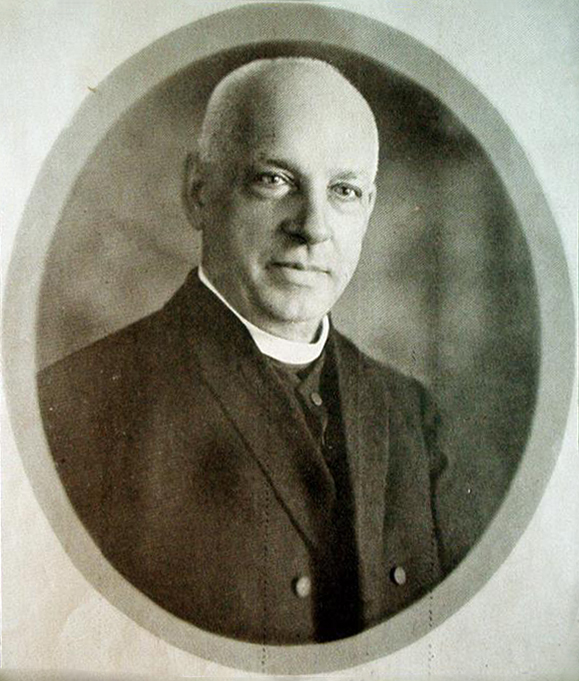
Vasile Lucaciu, preot greco-catolic, teolog, politician și memorandist român, militant pentru drepturile românilor din Transilvania
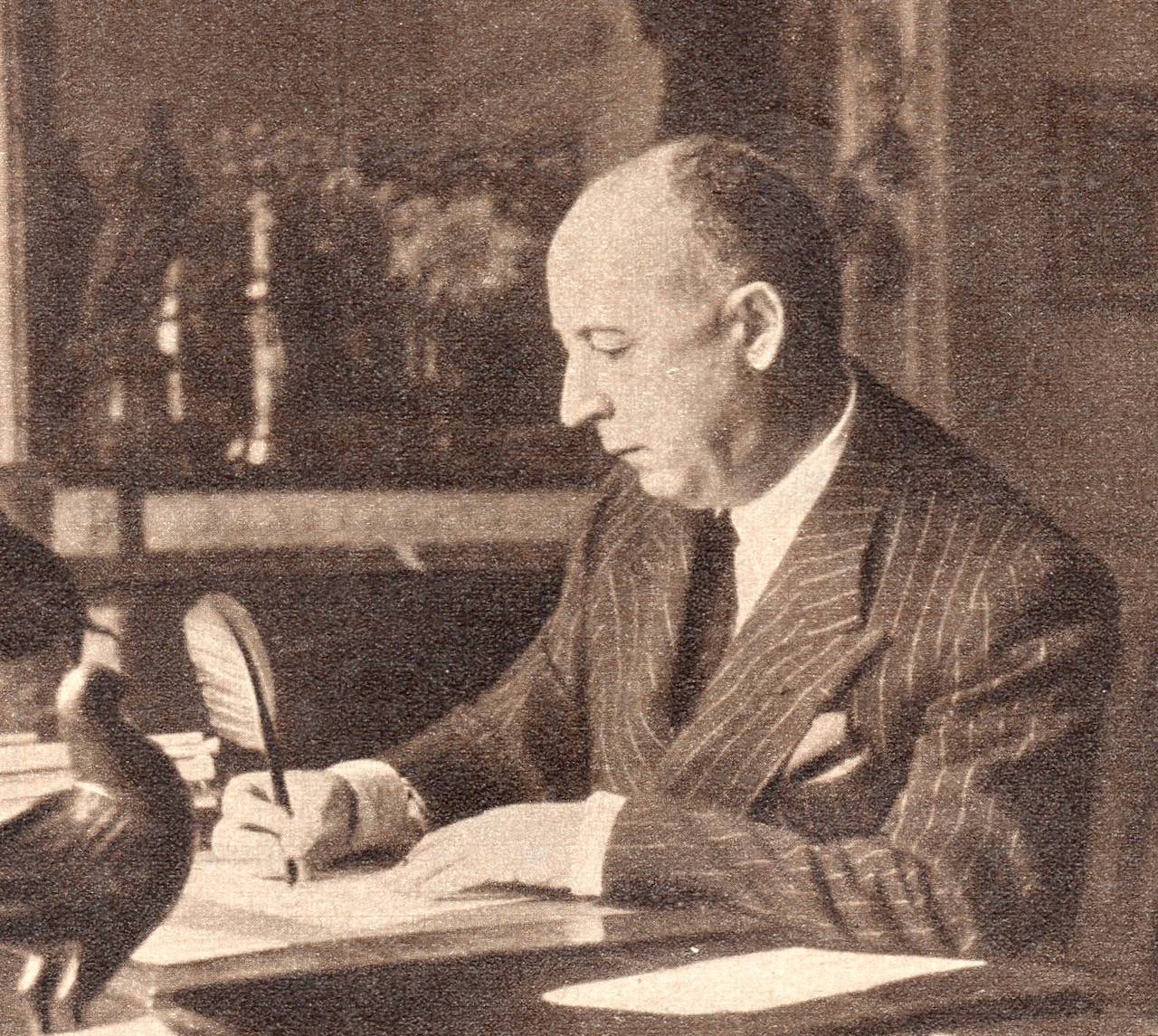
Christian Dior, designer francez

- 1829: Oscar al II-lea, rege al Suediei și Norvegiei (d. 1907)
- 1852: Vasile Lucaciu, preot greco-catolic, teolog, politician și memorandist român, militant pentru drepturile românilor din Transilvania (d. 1922)
- 1883: Olav Aukrust, poet norvegian (d. 1929)
- 1885: George Vâlsan, geograf român, membru titular al Academiei Române (d. 1935)
- 1891: Francisco Lazaro, atlet portughez (d. 1912)
- 1900: Victor Papacostea, istoric român de origine aromână, specialist în istoria comparată a țărilor balcanice (d. 1962)
- 1905: Christian Dior, designer francez (d. 1957)
- 1905: Constantin Cihodaru, istoric român, decan al Facultății de Istorie și Filosofie de la Universitatea „Al.I. Cuza” din Iași (d. 1994)
- 1917: Silvian Iosifescu, traducător, critic și teoretician literar român (d. 2006)
- 1918: Nicolae Țurcanu, scriitor moldovean și fost deținut politic. (d. 1985)
- 1922: Telly Savalas, actor american (d. 1994)
- 1923: Prințul Andrei Andreevici Romanov, artist și autor american de origine rusă (d. 2021)
- 1924: Benny Hill, comic englez (d. 1992)

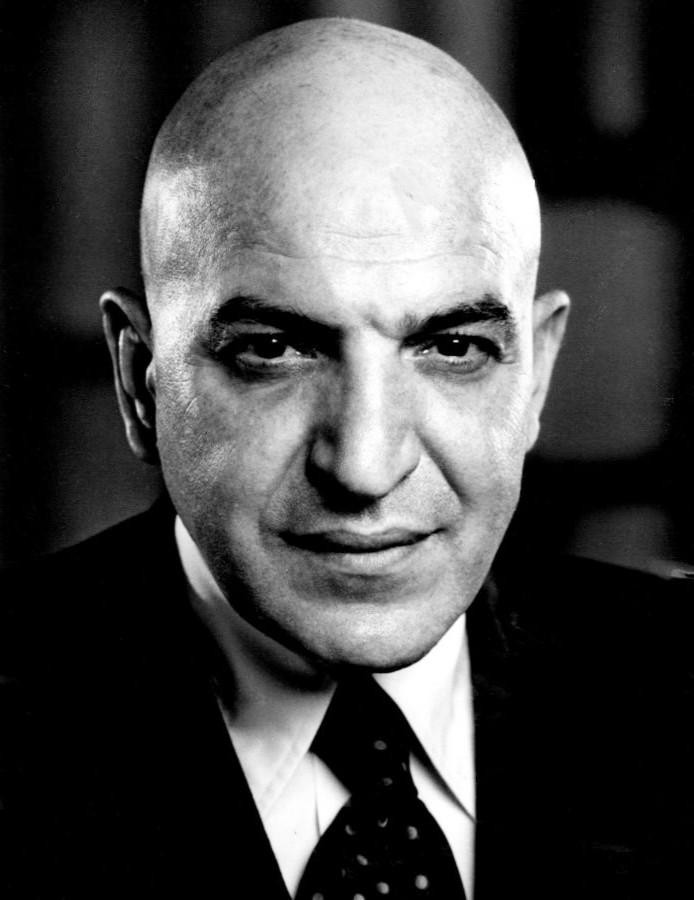
Telly Savalas, actor american
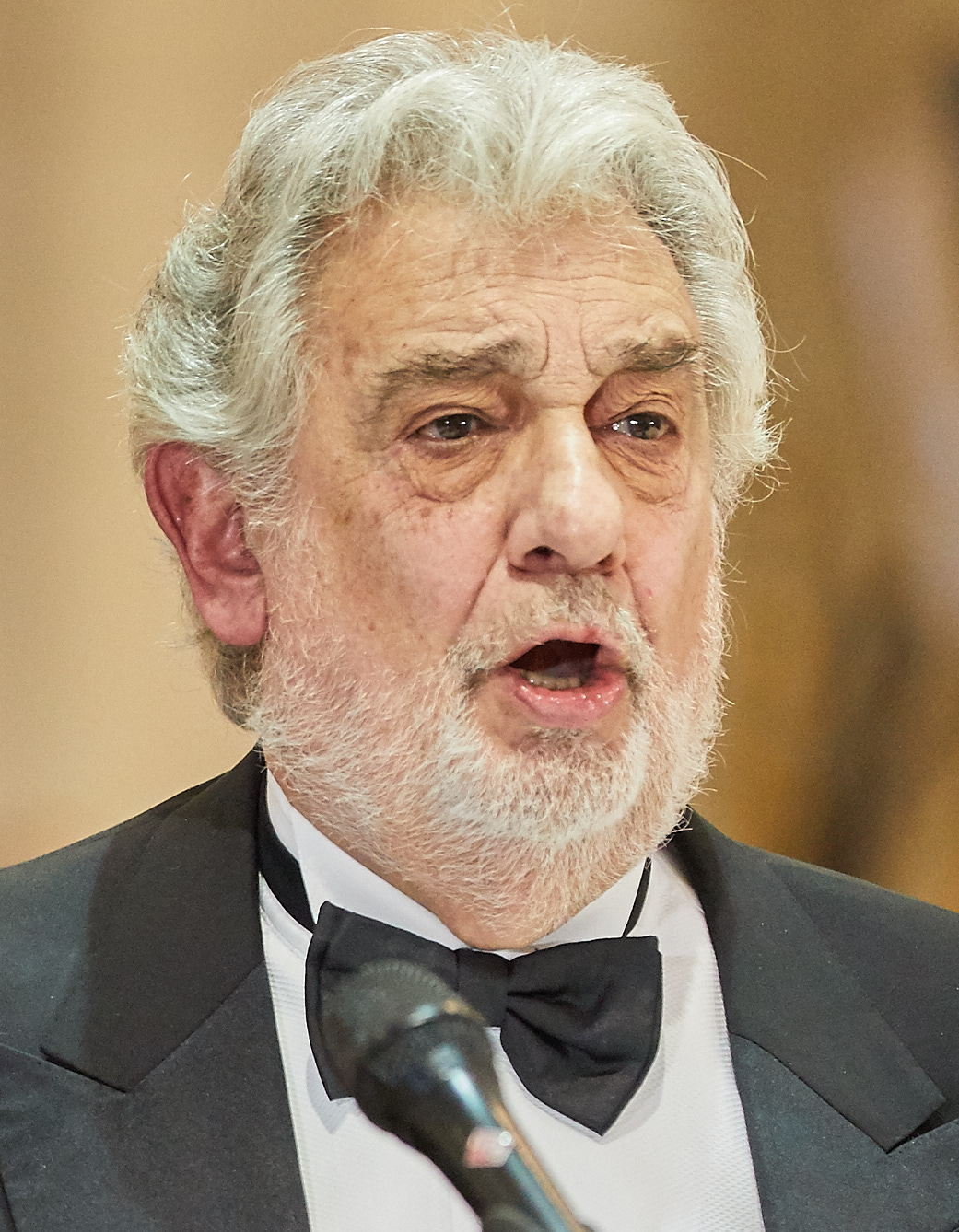
Placido Domingo, tenor spaniol
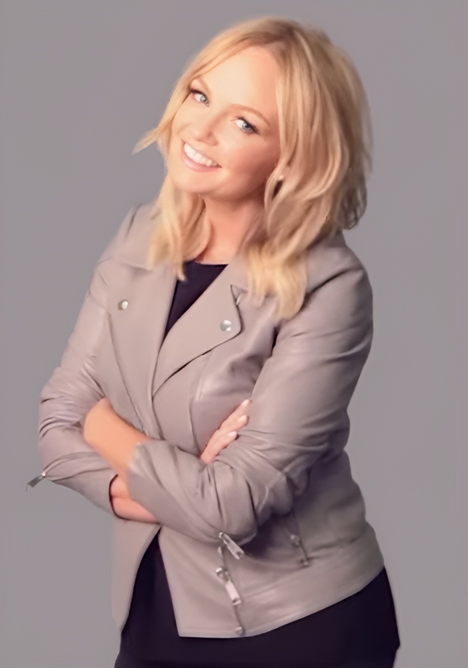
Emma Bunton, cântăreață britanică (Spice Girls)

- 1927: Petru Creția, eseist, poet și traducător român (d. 1997)
- 1937: Prințul Max, Duce de Bavaria
- 1941: Placido Domingo, tenor spaniol
- 1953: Paul Allen, antreprenor american, co-fondator Microsoft (d. 2018)
- 1957: Geena Davis, actriță americană
- 1976: Emma Bunton, cântăreață, compozitoare și actriță britanică (Spice Girls)
- 1980: Maria Popistașu, actriță română
- 2004: Prințesa Ingrid Alexandra a Norvegiei, fiica Prințului Moștenitor al Norvegiei, Haakon

## Decese
- 1118: Papa Pascal al II-lea
- 1330: Ioana a II-a, Contesă de Burgundia (n. 1292)
- 1495: Magdalena de Valois, fiica regelui Carol al VII-lea al Franței, regentă a Navarei (n. 1443)
- 1519: Vasco Núñez de Balboa, explorator spaniol (n. cca. 1475)

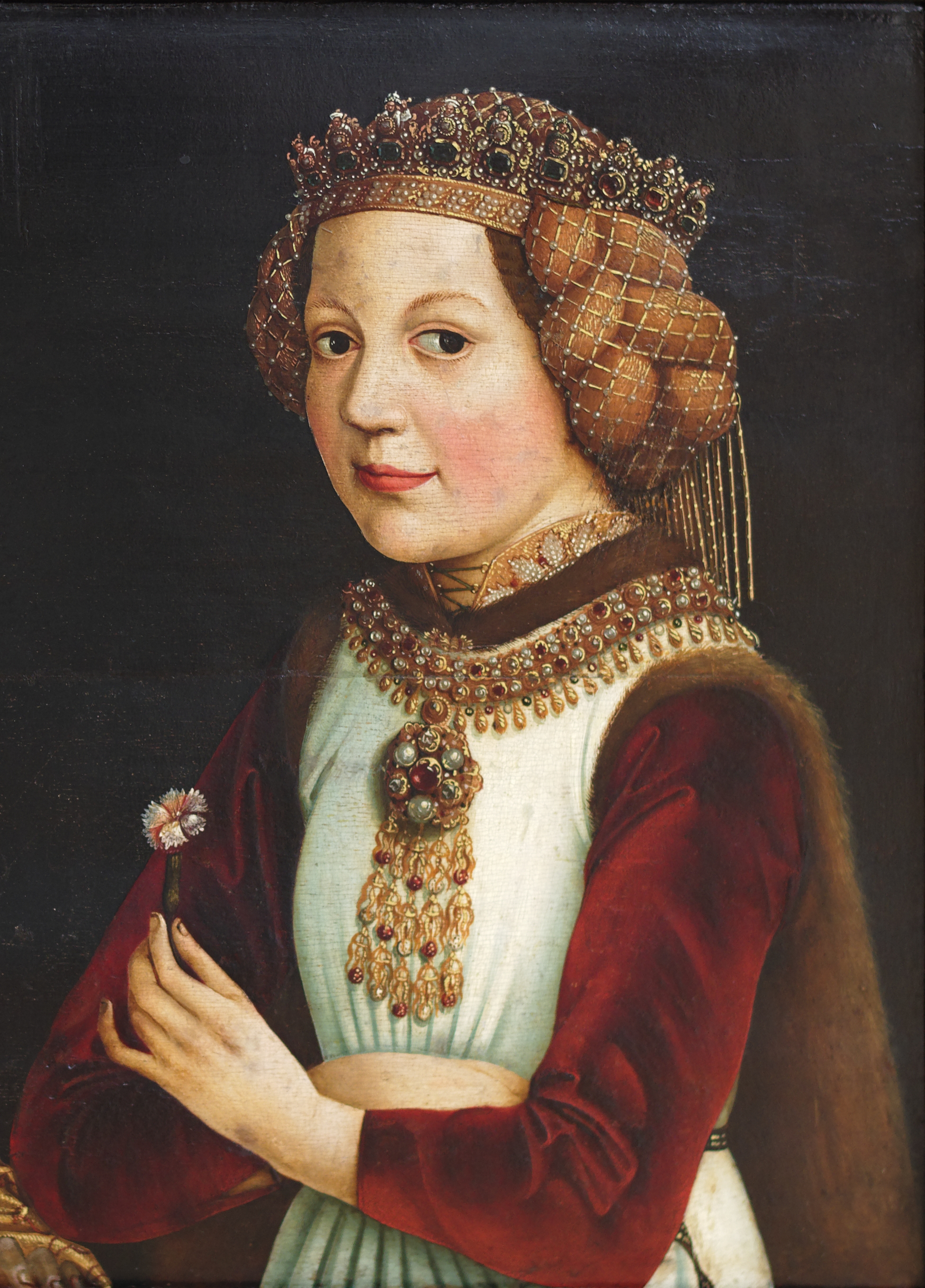
Magdalena de Valois, regentă a Navarei
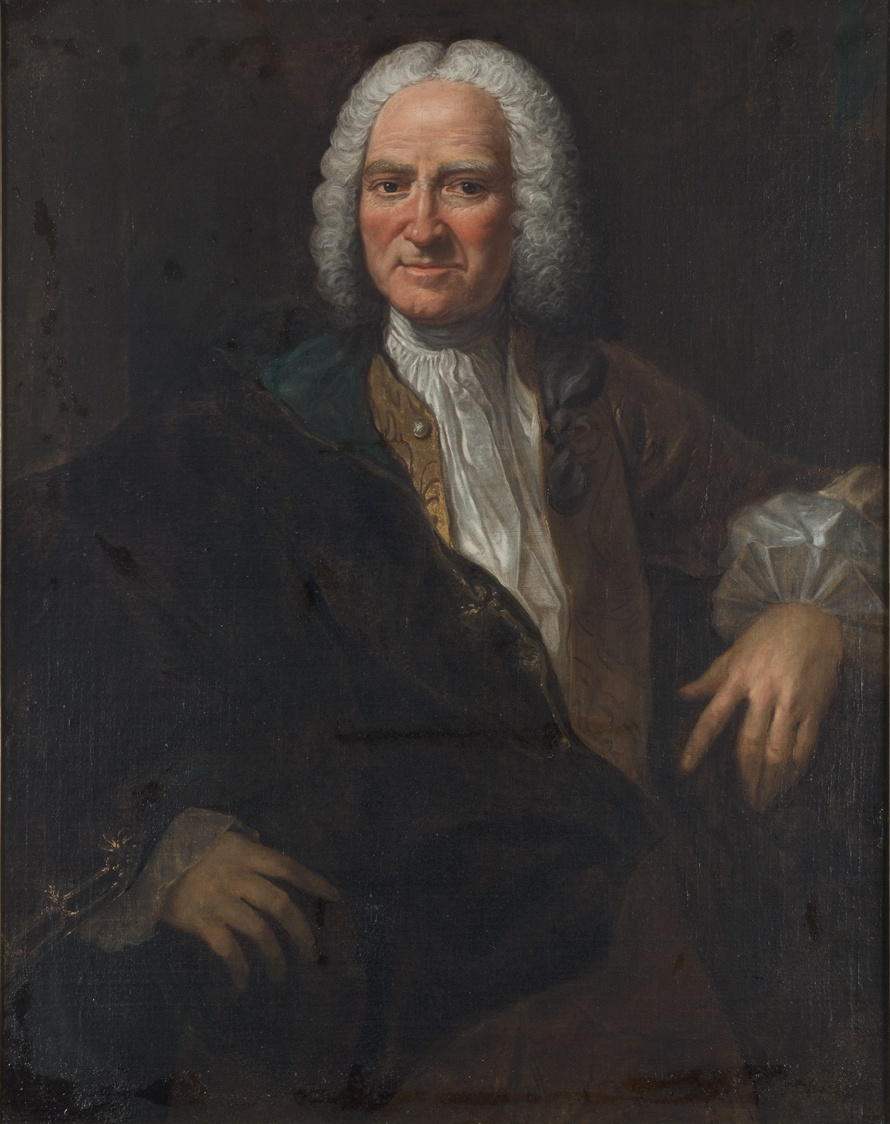
Paul Henri Thiry d'Holbach, filosof, enciclopedist germano-francez
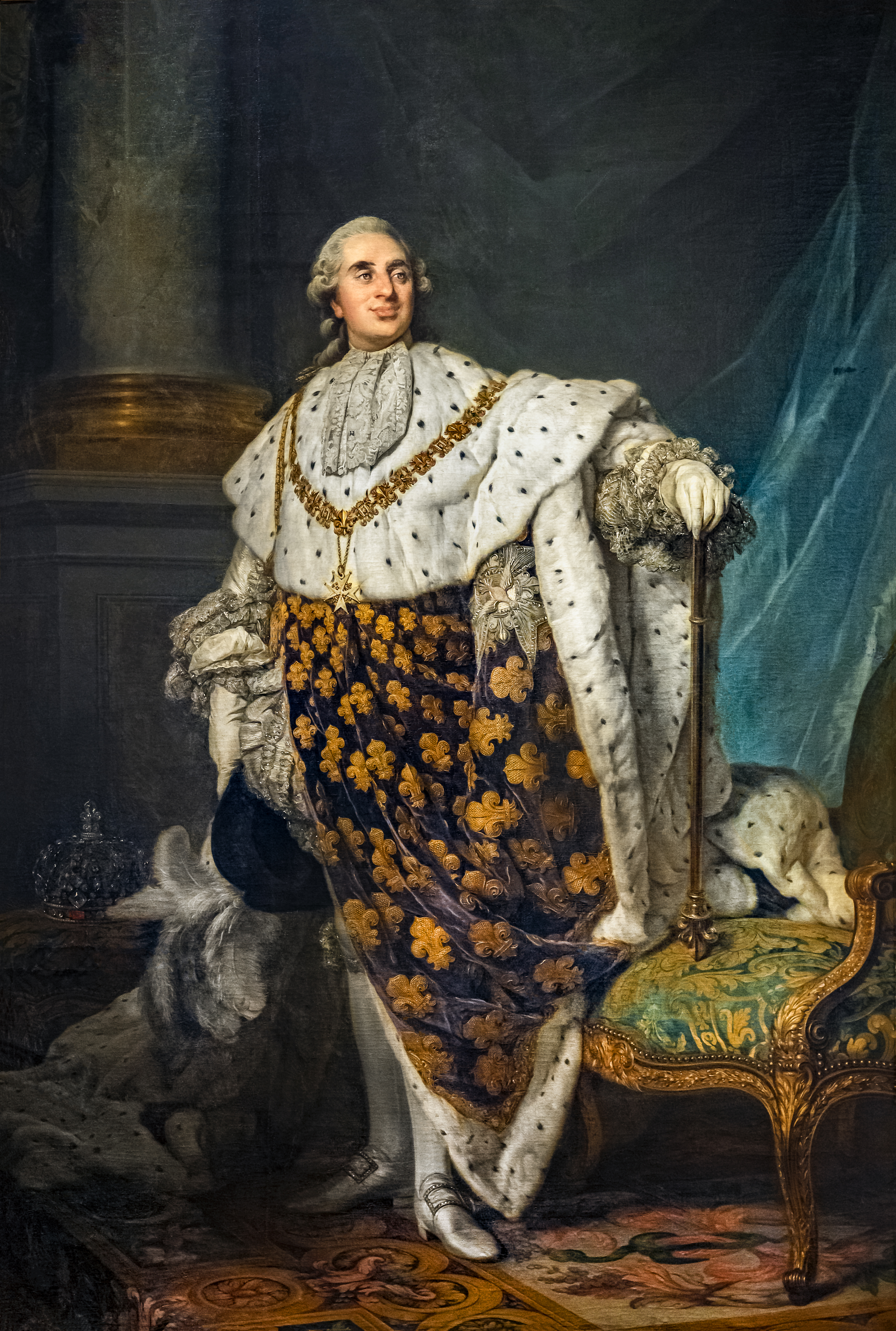
Ludovic al XVI-lea al Franței

- 1789: Paul Henri Thiry d'Holbach, savant, filosof materialist, enciclopedist germano-francez (n. 1723)
- 1793: Regele Ludovic al XVI-lea al Franței (executat) (n. 1754)
- 1836: Maria Christina de Savoia, regină a celor Două Sicilii (n. 1812)
- 1846: Francisc al IV-lea, Duce de Modena (n. 1779)
- 1865: Alecu Donici, poet român (n. 1806)
- 1872: Franz Grillparzer, poet austriac (n. 1791)
- 1883: Prințul Carol al Prusiei, fiul cel mic al Regelui Frederic Wilhelm al III-lea al Prusiei (n. 1801)
- 1892: John Couch Adams, matematician și astronom englez (n. 1819)
- 1900: Francisc, Duce de Teck, tatăl Reginei Maria de Teck (n. 1837)
- 1918: Victor Mihaly de Apșa, mitropolit greco-catolic, membru de onoare al Academiei Române (n. 1841)
- 1924: Vladimir Ilici Lenin (n. Vladimir Ilici Ulianov), conducător al Revoluției Bolșevice și al Rusiei (n. 1870)
- 1926: Camillo Golgi, medic și fiziolog italian, laureat al Premiului Nobel (n. 1843)
- 1931: Cesare Burali-Forti, matematician italian (n. 1861)
- 1934: Friedrich Ferdinand, Duce de Schleswig-Holstein (n. 1855)
- 1938: Georges Méliès, realizator francez de filme (n. 1861)
- 1940: Prințul Christofor al Greciei și Danemarcei (n. 1888)
- 1950: George Orwell, scriitor britanic (n. 1903)
- 1951: Prințesa Hélène de Orléans, Ducesă de Aosta (n. 1871)
- 1959: Cecil B. DeMille, regizor și producător american de filme (n. 1881)
- 1967: Dorothea de Saxa-Coburg și Gotha (n. 1881)
- 1984: Arhiducele Gottfried de Austria, șeful Casei de Habsburg-Toscana (n. 1902)

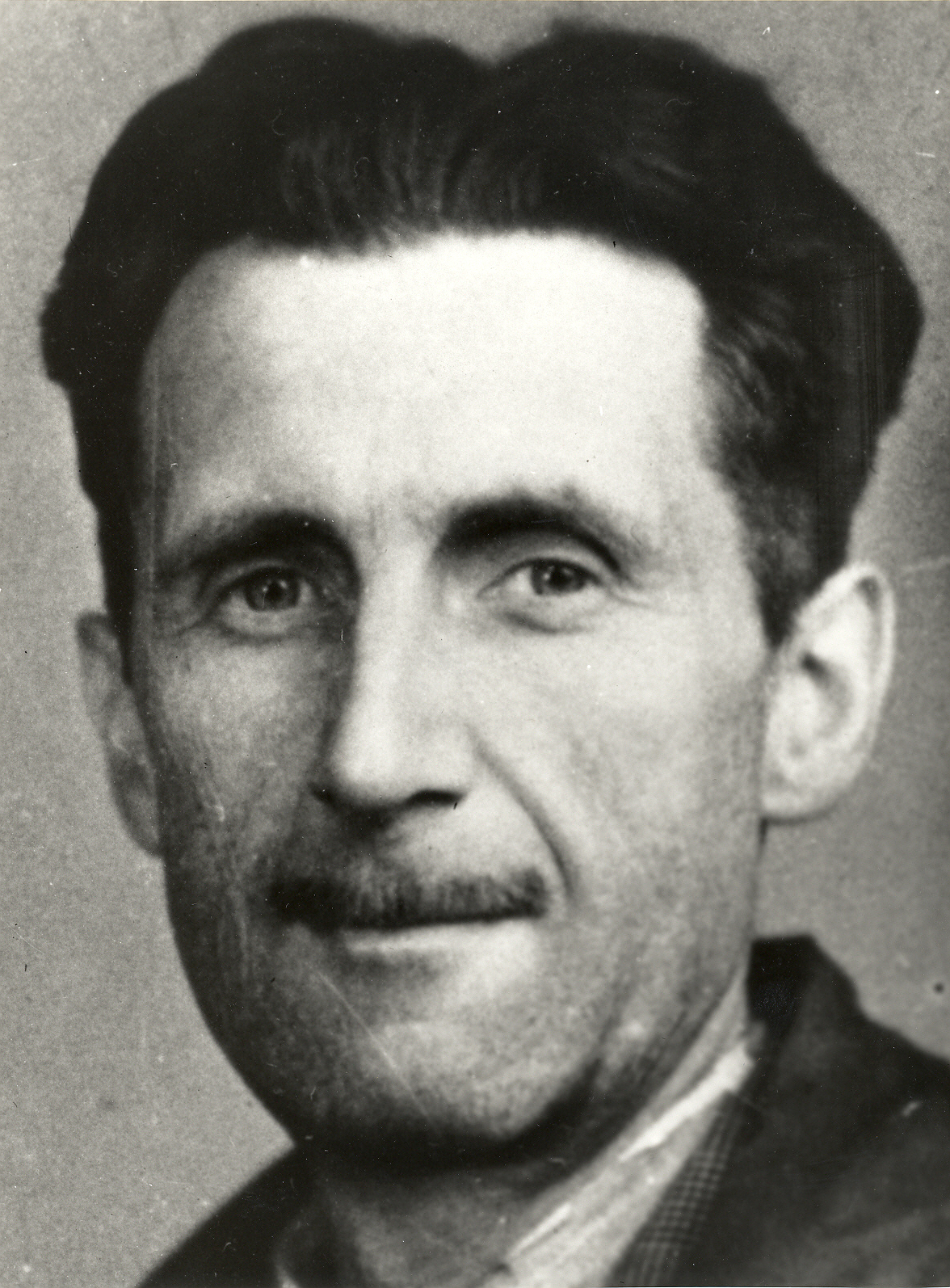
George Orwell, scriitor britanic
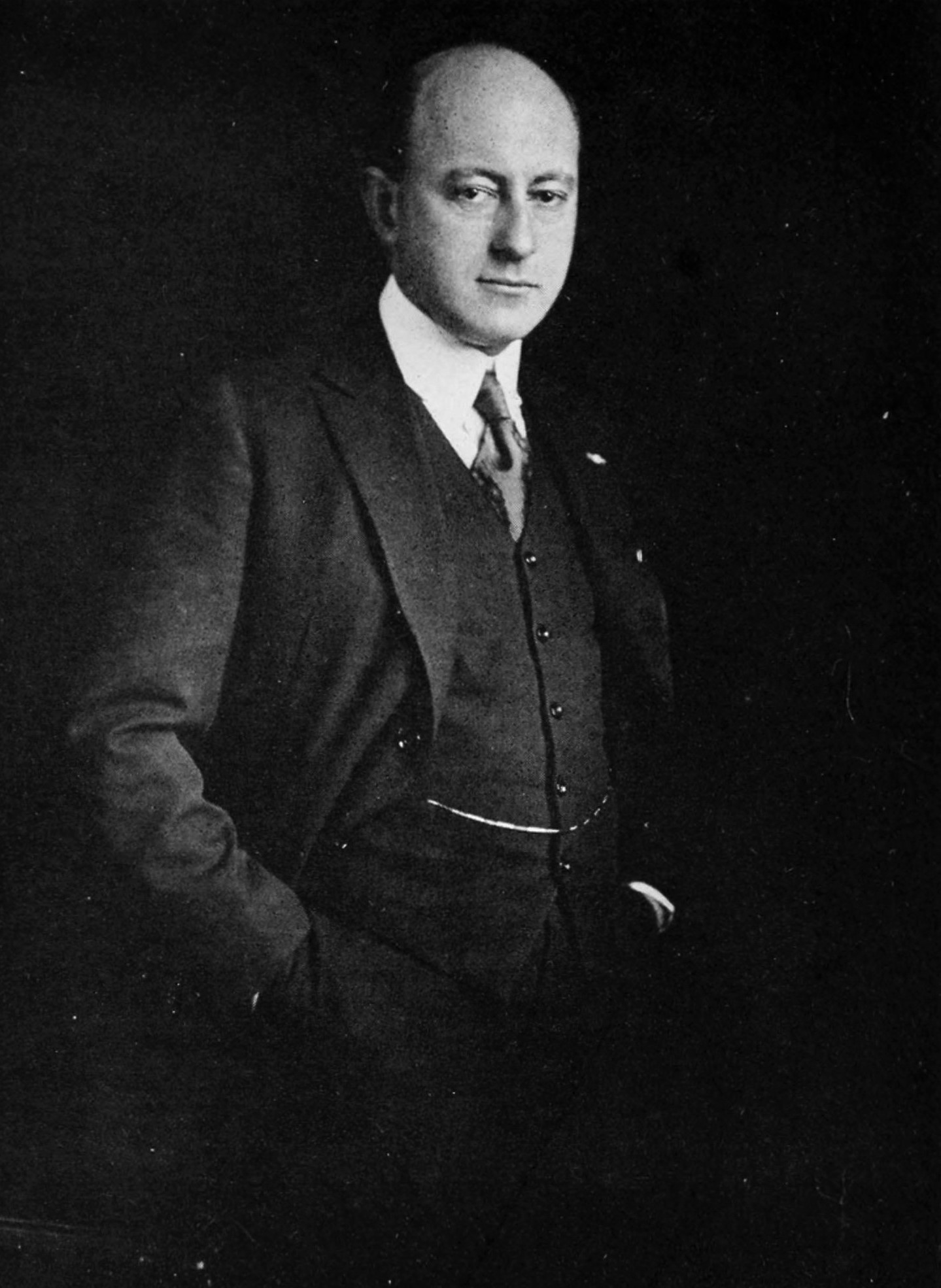
Cecil B. DeMille, regizor american
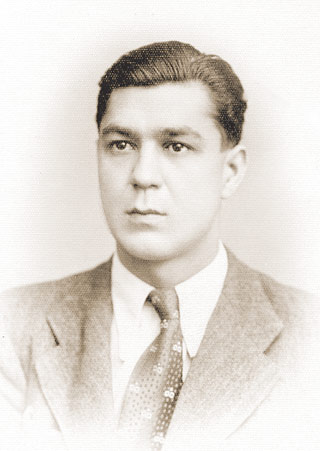
Dinu Adameșteanu, arheolog italian de origine română

- 1989: Leslie Halliwell, critic de film și enciclopedist britanic (n. 1929)
- 1991: Principesa Ileana a României (Maica Alexandra), arhiducesă de Austria și stareță ortodoxă (n. 1909)
- 2004: Dinu Adameșteanu, arheolog italian de origine română, membru de onoare al Academiei Române (n. 1913)
- 2004: Juan Zambudio Velasco, fotbalist spaniol (d. 1921)
- 2005: Antonio Alexe, baschetbalist român (n. 1969)
- 2007: Maria Cioncan, atletă română (n. 1977)
- 2010: Kage Baker, scriitoare americană de science fiction & fantasy (n. 1952)
- 2013: János Kőrössy, muzician român de jazz de etnie maghiară (n. 1926)
- 2017: Cristina-Adela Foișor, șahistă română (n. 1967)
- 2019: Henri, Conte de Paris, Duce de Franța, pretendent orléanist la tronul Franței (n. 1933)
- 2019: Emiliano Sala, jucător argentinian de fotbal (n. 1990)
- 2020: Terry Jones, comic, scenarist, actor, regizor, autor de literatură pentru copii, istoric, comentator politic și prezentator TV britanic (n. 1942)
- 2020: Alexandru Nichici, inginer român (n. 1935)
- 2021: Nathalie Delon, actriță franceză (n. 1941)
- 2022: Louie Anderson, regizor, comediant și actor american de origini scandinave (n. 1953)
- 2022: Felicia Donceanu, pictoriță, sculptoriță și compozitoare română (n. 1931)
- 2022: Anatoli Naiman, poet și scriitor rus (n. 1936)
- 2022: Speranța Rădulescu, etnomuzicolog, antropolog și cercetătoare română (n. 1949)
- 2022: Cosmin-Cristian Viașu, senator român, ales în 2020 din partea USR (n. 1976)
- 2023: George Banu, teatrolog și profesor universitar româno-francez (n. 1943)

## Sărbători
- Sf. Cuv. Maxim Mărturisitorul, Sf. Mc. Neofit (calendar creștin-ortodox, greco-catolic)
- Sf. Agnia (Agneza de Roma), martiră (calendar creștin-ortodox[3])
- Elveția: Înființarea primei biserici baptiste (1525)
- Ziua Internațională a Îmbrățișărilor